# 10 Хигия
10 Хигия е четвъртият по големина астероид от основния пояс, имащ диаметър от 407 km, и е първият открит от Анибал де Гаспарис на 12 април 1849 г. Носи името на богинята от древногръцката митология Хигия. Името е предложено от Ернесто Капочи, приятел на де Гаспарис.
По състав Хигия е примитивен карбонатен астероид.
Астероидът е заснет от телескопа Хъбъл и е бил изследван по време на няколко звездни окултации.